# Anthony Ascham
Anthony Ascham (* um 1614 oder 1617/1618 in Boston, Lincolnshire; † 27. Mai 1650 in Madrid)
war ein englischer Diplomat, der während der Zeit des englischen Bürgerkriegs auf der Seite des Parlaments stand. Mit seinen Schriften verteidigte und begründete er die für England noch unbekannte Staatsform der Republik.
Als Absolvent des Eton College wurde Ascham 1634 16-jährig an der Universität Cambridge immatrikuliert, 1638 erlangte er den Abschluss eines Bachelor of Arts, 1642 den eines Master of Arts. Er war von 1637 bis zu seinem Tod Fellow der Universität Cambridge. 1646 wurde er zum Erzieher von James, Duke of York, dem späteren englischen König Jakob II. ernannt. 1649 bis 1650 war er englischer Gesandter bei den Hansestädten in Hamburg und im Anschluss als Gesandter am spanischen Hof vorgesehen, wo er jedoch am Tag nach seiner Ankunft in Madrid von sechs englischen Royalisten ermordet wurde. Dieser Mord und die Behandlung der Attentäter durch Spanien belasteten die Beziehungen des Commonwealth of England mit Spanien erheblich.
Seine theoretische Begründung der Republik wandte sich von der Begründung der Macht auf Überlieferung und Göttliche Gabe, hin zu einer auf das Wohl des einzelnen und der Gemeinschaft – dem Commonwealth – abstellenden. Nach seiner Auffassung sei es die Pflicht und recht jedes einzelnen fast alles zu tun, um ihre Existenz zu sichern. Sein Hauptwerk war A Discourse, wherein is examined what is particularly lawfull during the Confusions and Revolutions of Government (1648, in zweiter Auflage von 1689 erweitert).
Bei Ankunft in Madrid wurde er von englischen Royalisten ermordet, diese flüchteten in ein Kirchenasyl. Aus diesem wurden sie war auf englische Forderung von der spanischen Krone entfernt und in einem aufsehenerregenden Prozess zum Tode verurteilt, jedoch nach dem Urteil zurück ins Kirchenasyl entlassen. Dieses Verhalten transportiert durch die Übersetzung The Process and Pleadings in the Court of Spain upon the Death of Anthony Ascham durch James Howell 1651 des Prozessberichts von Augustin de Hierro führten zu Spannungen im Verhältnis Englands mit Spanien.